# 1930 ve fotografii
Tento článek obsahuje významné fotografické události v roce 1930.

## Události
- 18. února – Clyde Tombaugh při studiu fotografií, které pořídil v lednu, objevil trpasličí planetu Pluto.
- Gertrud Arndt začala v Bauhausu tvořit řadu fotografických autoportrétů.
- Johannes Ostermeier patentoval bleskovou žárovku.[1][2]
- 9. listopadu vznikla Ukrajinská fotografická společnost

## Narození v roce 1930

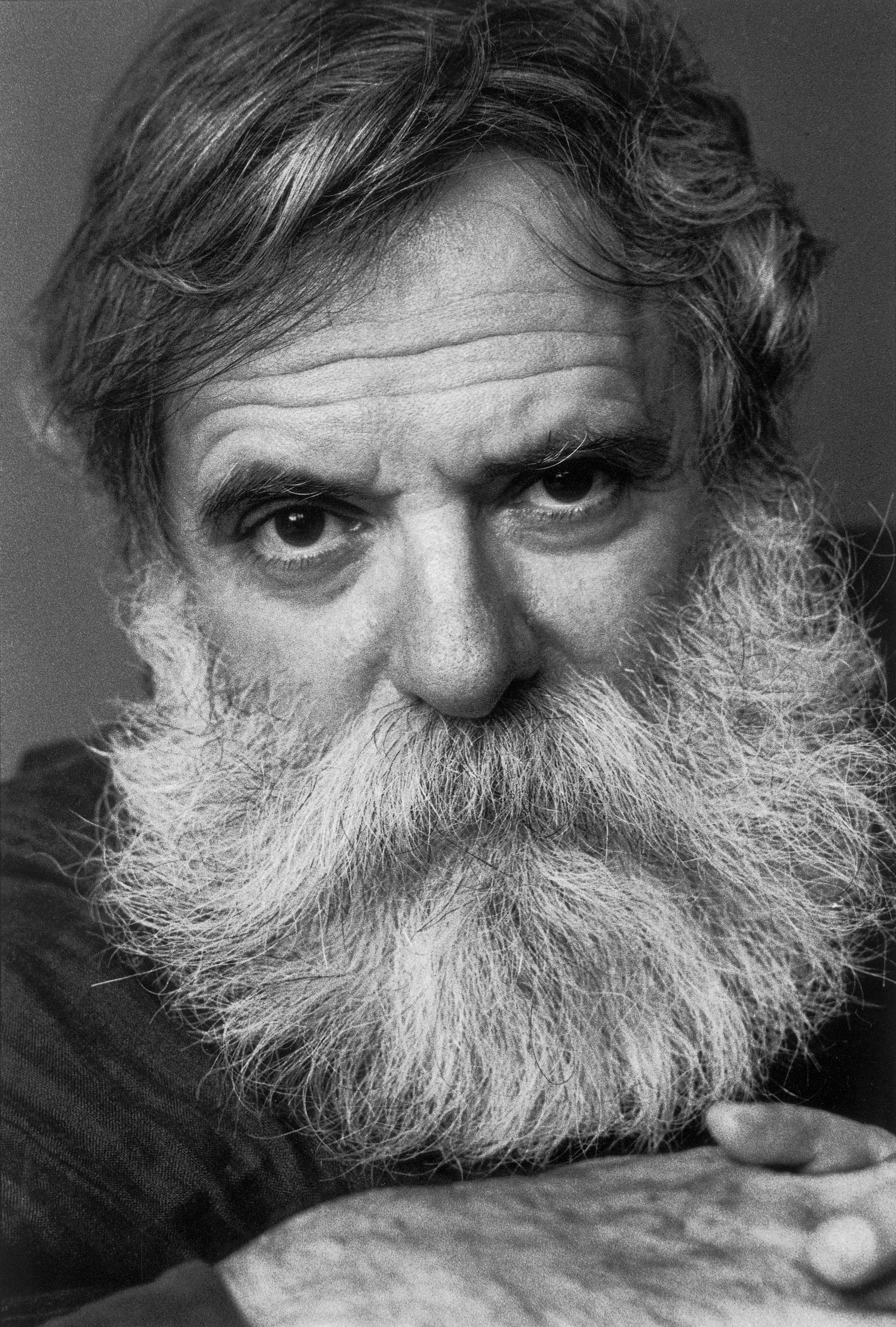
Micha Bar-Am, izraelský fotograf a fotožurnalista se v roce 1930 narodil

- 16. ledna – Šómei Tómacu, japonský fotograf († 14. prosince 2012)
- 20. ledna – Lothar Wolleh, německý fotograf († 28. září 1979)
- 31. ledna – Evelyn Richter, německá fotografka  († 10. října 2021)
- 4. února – Bruce Roberts, americký fotograf, fotoreportér a spisovatel, průkopník používání kinofilmového fotoaparátu († 16. června 2023)
- 13. února – Leoš Nebor, český fotograf († 16. prosince 1992)
- 7. března – Antony Armstrong-Jones (Lord Snowdon), britský fotograf († 13. ledna 2017)
- 8. března – Matthew Lewis, americký fotožurnalista, který získal Pulitzerovu cenu za svou práci v roce 1975 pro redakci The Washington Post († 2. října 2024)
- 28. března – Stanley Lewis, kanadský sochař a fotograf († 14. srpna 2006)
- 2. dubna – Rosalind Fox Solomonová, americká fotografka působící v New Yorku, fotografovala ve čtvercovém černobílém formátu, zejména Peru († 23. června 2025)
- 11. dubna – Miloň Novotný, český reportážní fotograf († 9. srpna 1992)
- 11. dubna – Isolde Schmitt-Menzelová, německá designérka, autorka, ilustrátorka, grafička, fotografka a keramička, autorka Myši († 4. září 2022)
- 13. dubna – Elżbieta Łaniewska-Łukaszczyk, polská harcerka, fotografka, varšavská povstalkyně a doktorka medicíny († 14. října 2016)
- 8. května – René Maltête, francouzský fotograf († 28. listopadu 2000)
- 20. května – Jasuši Nagao, japonský fotograf († 2. května 2009)
- 10. června – J. D. 'Okhai Ojeikere, nigerijský fotograf známý snímky účesů († 2. února 2014)
- 22. června – Walter Bonatti, horolezec, horský průvodce, italský novinář a fotograf († 13. září 2011)
- 13. července – Grace Robertson, britská fotografka, novinářka a fotoreportérka († 13. ledna 2021)[3]
- 15. července – Arturo Zavattini, italský fotograf a kameraman († ?)
- 25. července – Armand Abplanalp, švýcarský herec, malíř a fotograf († 30. listopadu 2000)
- 30. července – Russ Adams, americký fotograf († 30. června 2017)
- 30. července – Akira Sató, japonský fotograf († 2. dubna 2002)
- 2. srpna – Paul Fusco, americký fotožurnalista, člen Magnum Photos († 15. července 2020)
- 26. srpna – Micha Bar-Am, izraelský fotograf a fotožurnalista († ?)
- 3. září – Irina Ionesco, francouzská fotografka aktů známá snímky své nezletilé dcery († 25. července 2022)
- 23. září – Roland Michaud, francouzský fotograf († 25. května 2020)
- 3. října – Nina Michajlovna Děmurova, ruská literární kritička, badatelka britské a americké literatury, dětské anglické literatury, překladatelka z angličtiny, doktorka filologie († 11. července 2021)
- 10. října – André Villers, francouzský fotograf († 1. dubna 2016)
- 10. října – Gianni Berengo Gardin, italský fotograf a fotožurnalista († 7. srpna 2025)
- 16. října – Peter Bush, novozélandský sportovní fotograf a fotožurnalista († 16. prosince 2023)
- 17. října – Sverre M. Fjelstad, norský zoolog, fotograf, spisovatel literatury faktu a producent pro rozhlas a televizi († 28. května 2024)
- 21. října – Jiří Čihař, zoolog, spisovatel, fotograf a překladatel († ? 2009)
- 3. listopadu – Hiro (Jasuhiro Wakabajaši), americko-japonský módní fotograf († 15. srpna 2021)
- 26. listopadu – Bernard Pierre Wolff, francouzský fotograf († 28. ledna 1985)
- 29. listopadu – David Goldblatt, jihoafrický fotograf litevského původu († 25. června 2018)
- 14. prosince – Carlos Pérez Siquier, španělský fotograf († 13. září 2021)
- 20. prosince – Sune Jonsson, švédský fotograf († 30. ledna 2009)
- ? – Colla Swartová, jihoafrická fotografka († 2023)
- ? – JD 'Okhai Ojeikere, nigerijský fotograf († 2. února 2014)
- ? – Marie-Loup Sougezová, francouzská fotografka, průkopnická historička fotografie ve Španělsku a autorka zásadního díla pro studium fotografie (1930 – 16. března 2019)
- ? – Elisabeth Niggemeyerová, německá fotografka, nejznámější jako fotografka pro Die gemordete Stadt („Zavražděné město“), obsahující klasickou kritiku poválečného německého urbanismu, a díky své práci o dětech a pedagogice (23. června 1930 – 29. ledna 2025)

## Úmrtí v roce 1930
- 3. ledna – Wilhelm von Plüschow, německý fotograf (* 18. srpna 1852)
- 7. března – Jens Hansen Lundager, australský fotograf, redaktor novin a politik dánského původu (* 4. května 1853)
- 3. dubna – Into Konrad Inha, finský fotograf a spisovatel (* 12. listopadu 1865)
- 7. dubna – Ricardo Acevedo Bernal, kolumbijský portrétista, skladatel a fotograf (* 4. května 1867)
- 13. dubna – Alfred Ellis, anglický divadelní fotograf (* 1854)
- 12. května – Nicola Perscheid, německý portrétní fotograf (* 3. prosince 1864)
- 18. června – Jules Richard, francouzský průmyslník a fotograf (* 19. prosince 1848)
- 23. srpna – Marius Bar, francouzský fotograf (* 15. dubna 1862)
- 28. srpna – Narve Skarpmoen, norský fotograf (* 24. prosince 1868)
- 14. září – Käthe Buchlerová, německá fotografka, během 1. sv. války zaznamenávala život v Braunschweigu, válečné úsilí, osiřelé děti a raněné vojáky (* 11. října 1876)
- 30. září – Fred Hartsook, americký fotograf (* 26. října 1876)
- 1. listopadu – Konstantin Nikolajevič de Lazari, ruský fotograf (* 5. března 1869)
- 16. listopadu – William James Topley, kanadský fotograf se sídlem v Ottawě v Ontariu (* 13. února 1845)
- 26. prosince – George Davison, anglický fotograf (* 19. září 1854)
- 26. prosince – André Taponier, francouzský fotograf (* 1869)